# Метод ітерації (алгоритм)
Метод або ж алгоритм ітерації  — рекурсивний алґоритм, що реалізує в деякому топологічному просторі {\displaystyle V} послідовність точково-множинних відображень {\displaystyle A_{k}:V\rightarrow V}, з допомогою яких, за початковою точкою {\displaystyle u^{0}\in V} вичисляють послідовність точок {\displaystyle u^{k}\in V} згідно формул:
{\displaystyle u^{k+1}=A_{k}u^{k},\qquad k=0,1,...}
Ця операція називається ітерація, а послідовність {\displaystyle u^{k}} називається ітераційна послідовність.
Такі методи (що ще називаються методами послідовних наближень) можуть використовуватись для находження розв'язків операторного рівняння
{\displaystyle Au=f},
чи мінімуму деякого функціонала, чи власних значень і елементів рівняння {\displaystyle Au=\lambda u}, а також для доведення існування розв'язків цих задач. Ітераційний алгоритм називається збіжним, якщо {\displaystyle u^{k}\rightarrow u} при {\displaystyle k\rightarrow \infty }.
Оператори {\displaystyle A_{k}} для рівняння наведеного вище (в лінійному метричному просторі {\displaystyle V}) будують наступним чином
{\displaystyle A_{k}u^{k}=u_{k}-H_{k}(Au^{k}-f)}
де {\displaystyle H_{k}:V\rightarrow V} — деяка послідовність операторів, що визначає тип ітераційоного алгоритму.
В основі методу лежить принцип стискуючих відображень і його узагальнення, або варіаційні методи мінімізації деякого пов'язаного із завданням функціонала.